# Zalaegerszeg

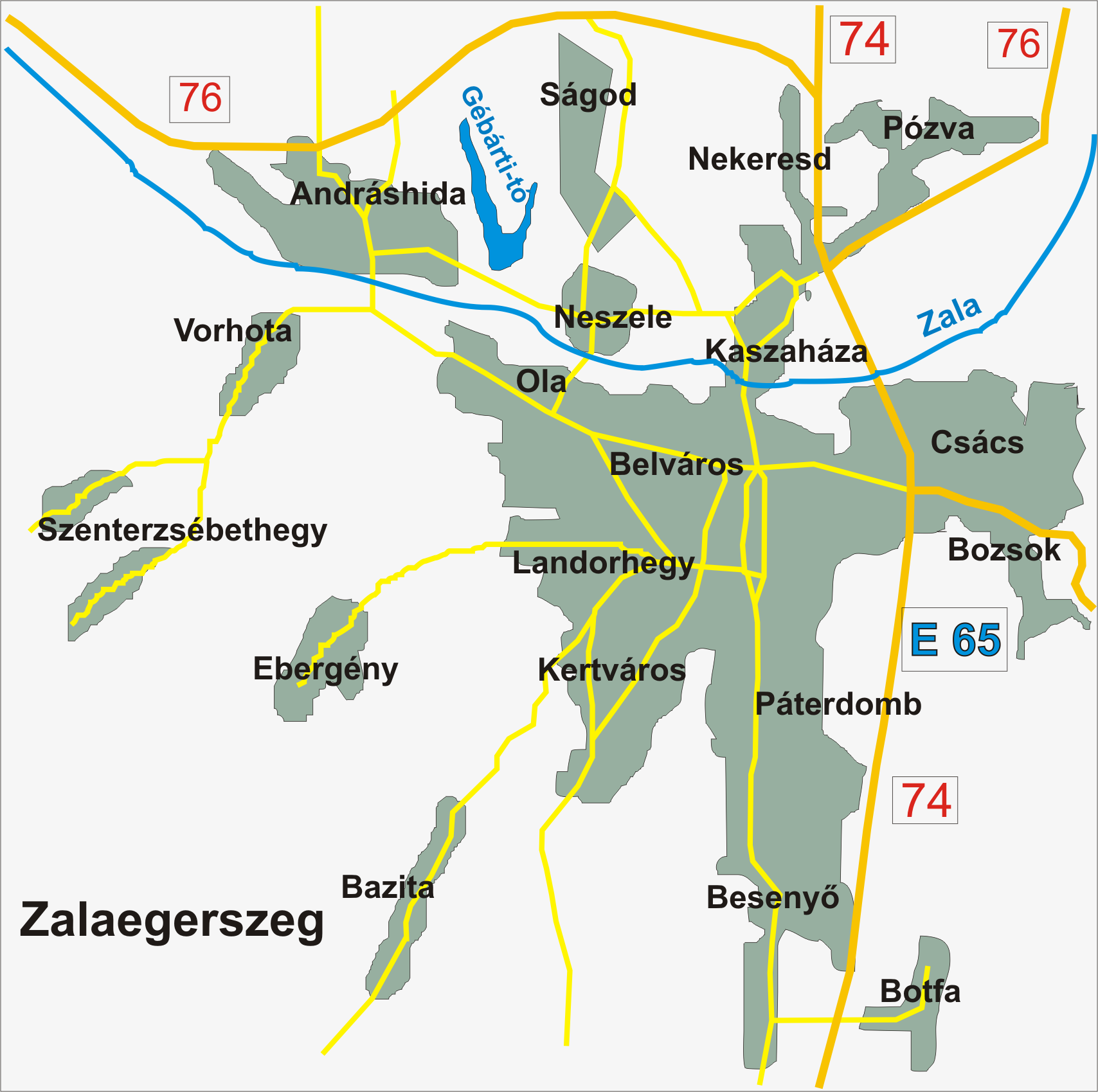
Schematische Karte von Zalaegerszeg

Zalaegerszeg [ˈzɒlɒɛɡɛrsɛɡ] ⓘ (deutsch Egersee) ist eine Stadt mit Komitatsrecht im Westen Ungarns und zugleich Verwaltungssitz des Komitats Zala. Sie hat 55.470 Einwohner (Stand 2021) und liegt am Fluss Zala. Die Stadt ist ungefähr 210 km von Budapest entfernt.

## Geschichte
Aufgrund archäologischer Funde (der ältesten im Komitat Zala) kann man davon ausgehen, dass die Gegend bereits in der ausgehenden Altsteinzeit besiedelt war. Später siedelten sich Kelten in der Gegend an.
Die Stadt selbst wurde erstmals im Jahre 1247 als Egerscug urkundlich erwähnt. 1293 hatte sich der Name bereits in Egerszeg gewandelt.
Die Stadt wurde Kirchenbesitz, als König Béla IV. die Stadt der Diözese von Veszprém im Jahre 1266 schenkte. Da die Entfernung bis Veszprém allerdings für damalige Verhältnisse sehr weit war, kamen die Steuern nur selten in Veszprém an, sondern landeten oft in den Kassen lokaler Fürsten wie der Familie Kőszegi.
Im 14. Jahrhundert war die Stadt bereits die größte der Gegend. Zwischen 1368 und 1389 wechselte der Besitz für eine kurze Zeit, und sie kam unter königliche Verwaltung. König Sigismund schenkte die Stadt dann allerdings der Familie Kanizsai, die sie später gegen das Dorf Szepetnek wieder an den Bischof von Veszprém eintauschte. Dort blieb sie bis 1848 in Kirchenbesitz.
Die erste Steinkirche wurde in der Stadt im Jahre 1381 erbaut. Im Jahre 1421 bekam die Stadt das Marktrecht, was u. a. auch bedeutete, dass die Einwohner nur einmal im Jahr Steuern zahlen mussten und ihre eigenen Richter wählen durften. Die Stadt wuchs stetig, und im 16. Jahrhundert war sie das eigentliche Zentrum des Komitats Zala.
Diese Entwicklung kam allerdings dadurch zum Stillstand, dass aufgrund königlicher Schwäche die einzelnen Adelshäuser immer mehr Macht bekamen und versuchten, durch Überfälle die Stadt in ihren Besitz zu bringen. Außerdem begannen die Türken 1526 nach der Schlacht bei Mohács Ungarn zu besetzen. Ab 1568 wurde die Stadt befestigt und eine Burg wurde gebaut. Der erste erfolglose Überfall der Türken auf die Stadt fand in den 1570er Jahren statt.
Nachdem die Türken die Nachbarstadt Kanizsa erobert hatten, wuchs die strategische Bedeutung der Stadt immer mehr. Im Jahre 1616 wurde die Burg bei einem Angriff der Türken schwer beschädigt, und im Jahre 1664 eroberten sie die Burg sogar für eine kurze Zeit. Die Bevölkerung litt in dieser Zeit nicht nur durch den Krieg, sondern auch durch Seuchen und hohe Steuern.
Obwohl Egerszeg nur eine Grenzstadt des Komitats war, wurde sie im 18. Jahrhundert zur Hauptstadt gemacht. Die Komitatsversammlungen wurden sowieso schon in der Stadt abgehalten, weil die Stadt für so bedeutend gehalten wurde und diese außerdem keinem Fürsten unterstand wie die anderen Städte des Komitats.
Die Versammlungshalle wurde in  den Jahren 1730–1732 im Barockstil erbaut und war für lange Zeit das einzige repräsentative Gebäude der Stadt. In den 1760er Jahren kamen eine große Kirche und eine Kaserne dazu. Da die Stadt selbst großteils aus Holzhäusern bestand, kam es immer wieder zu verheerenden Feuern, die die Stadt zerstörten. Dies endete erst, als 1826 die Stadt mit Steinhäusern wiederaufgebaut wurde.
Bis ins frühe 19. Jahrhundert gab es kaum Handwerker und Kaufleute in der Stadt, da sie Steuern an den Bischof hätten zahlen müssen. In den 1830er Jahren gab es 10 % Juden unter der Bevölkerung, während der vorherrschende Glaube katholisch war. Aber auch die hauptsächlich kaufmännisch ausgerichteten Juden gaben der Wirtschaft der Stadt keinen Schub. Trotz ihrer administrativen Stellung im Land spielte die Stadt somit wirtschaftlich und kulturell keine Rolle. Dies spiegelt sich auch darin wider, dass trotz einer Einwohnerzahl von 3500 nur zwei Grundschulen existierten. Die Kulturzentren der Gegend waren Kanizsa und Keszthely.
Im Freiheitskampf der Jahre 1848/1849 spielte die Stadt nur eine untergeordnete Rolle. 1870 verlor sie sogar ihren Stadtstatus und wurde wieder Dorf. Den Stadtstatus erlangte sie allerdings im Jahre 1885 wieder, und 1887 wurde das Dorf Ola eingemeindet.
1890 wurde Zalaegerszeg an die Eisenbahnlinie von Ukk nach Csáktornya angeschlossen. In den folgenden Jahren wurden eine Vielzahl von öffentlichen Gebäuden errichtet, wie ein Rathaus, ein Hotel sowie ein Kindergarten und eine Ziegelei, was aber die Stadtkassen derart leerte, dass der damalige Bürgermeister Károly Kovács zurücktreten musste. Sein Nachfolger Lajos Botfy konnte die Schuldenlast senken und die Stadtentwicklung vorantreiben.
Ab 1919 wirkte der spätere Kardinal Mindszenty als Stadtpfarrer für 27 Jahre in der Stadt. In dieser Zeit gründete er 19 Kirchen, sieben Pfarrgebäude und zwölf Schulen und wurde 1939 Leiter des Nationalen Politischen Dienstes in Transdanubien mit dem Auftrag der Regierung, dem Einfluss des Nationalsozialismus entgegenzuwirken. Hier  legte er auch 1941 unter dem Eindruck des Kriegseintrittes Ungarns auf Seiten der Achsenmächte, der Abwendung des Reichsverwesers Horthy von der Neutralität und dem Selbstmord des mit seinen Friedensbestrebungen gescheiterten Premierministers Pál Teleki seinen Geburtsnamen Pehm wegen dessen deutschen Wortstammes ab und nannte sich fortan nach seinem Geburtsort Mindszenty.
Der wirtschaftliche Aufschwung begann eigentlich erst in den 1920er Jahren, als das neue Postamt, der Bahnhof, die Feuerwehrstation, das Polizeipräsidium sowie das Kloster von Notre Dame gebaut wurden. Die Synagoge wurde bereits 1904 errichtet.
Ein dunkles Kapitel in der Stadtgeschichte stellt während des Zweiten Weltkriegs die Deportation von 1221 Juden nach Auschwitz dar. Am 28. März 1945 wurde die Stadt durch die Rote Armee von den Nazis befreit. Bei der ersten Wahl im Jahre 1949 bekamen die Kommunisten zwar nur 10 % der Stimmen, regierten aber trotzdem die Stadt.
In den 1950er Jahren bekam die Stadt immer mehr industriellen Charakter. Eine Textilfabrik wurde gegründet und im Jahre 1952 wurden Ölvorkommen entdeckt. Da immer mehr Pendler aus den umliegenden Dörfern zur Arbeit in die Stadt fahren mussten, wurde die Eisenbahnlinie ausgebaut. Da in der Stadt Wohnungsknappheit herrschte, wurden Systemgegner von der Regierung dazu gezwungen, die Stadt zu verlassen und sich andernorts niederzulassen.
Am 26. Oktober 1956 nahmen auch die Einwohner von Zalaegerszeg an der Revolution teil. Die kommunistische Stadtführung floh nach Körmend, und bis zum Eintreffen der Sowjetarmee (am 4. November) regierte ein Revolutionskomitee.
In den 1960er und 1970er Jahren kam es zu einem enormen Bevölkerungszuwachs durch starke Wohnbautätigkeit. Die Stadtgrenzen wurden ausgeweitet und die Dörfer Csácsbozsok, Botfa, Zalabesenyő, Bazita, Andráshida und Pózva eingemeindet.
Nach dem Ende der sozialistischen Herrschaft wurde Zalaegerszeg nicht wie andere Städte von der wirtschaftlichen Rezession getroffen, sondern entwickelte sich in den 1990er Jahren ständig weiter.
Im Jahre 2001 war die Stadt Gastgeber für die Central European Olympiad in Informatics (CEOI).

## Sehenswürdigkeiten
- Fernsehturm Bazita
- Freilichtmuseum: das erste ethnographische Museum von Ungarn, mit finnisch-ugrischer Sammlung
- Museum der Ölindustrie
- Göcsejer Museum (ungarisch Göcseji Múzeum)
- Aquacity – Wasserpark im Stadtteil Ságod
- Deák Platz mit ehemaligem Komitatshaus
- Gébárter Handwerkerhaus (ungarisch Gébárti Kézmüvesekháza)
- Franziskanerkirche
- Schloss Hűvös-Erdődy der Familie Erdődy

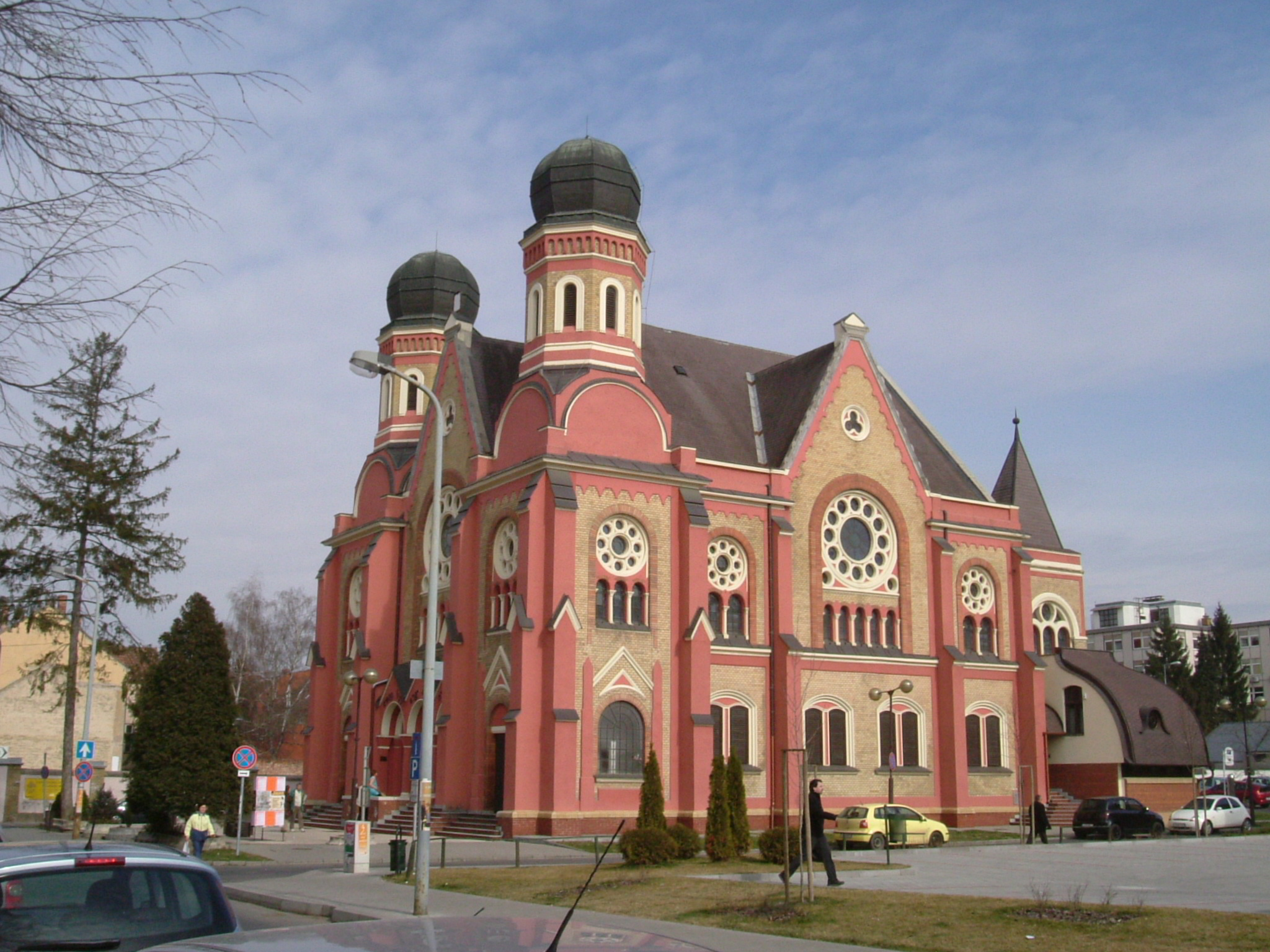
Die alte Synagoge
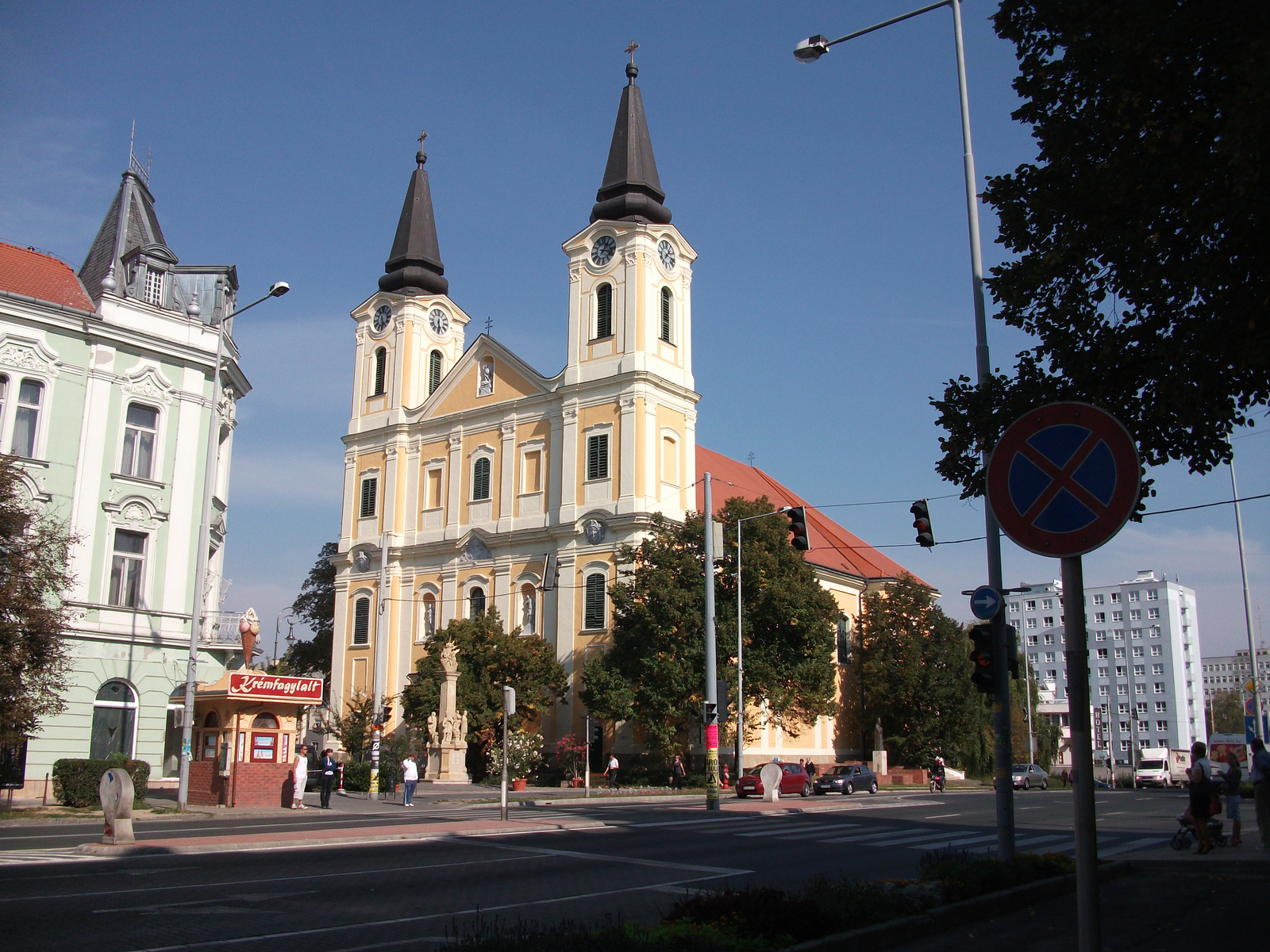
Magdalenenkirche der Schutzpatronin von Egersee
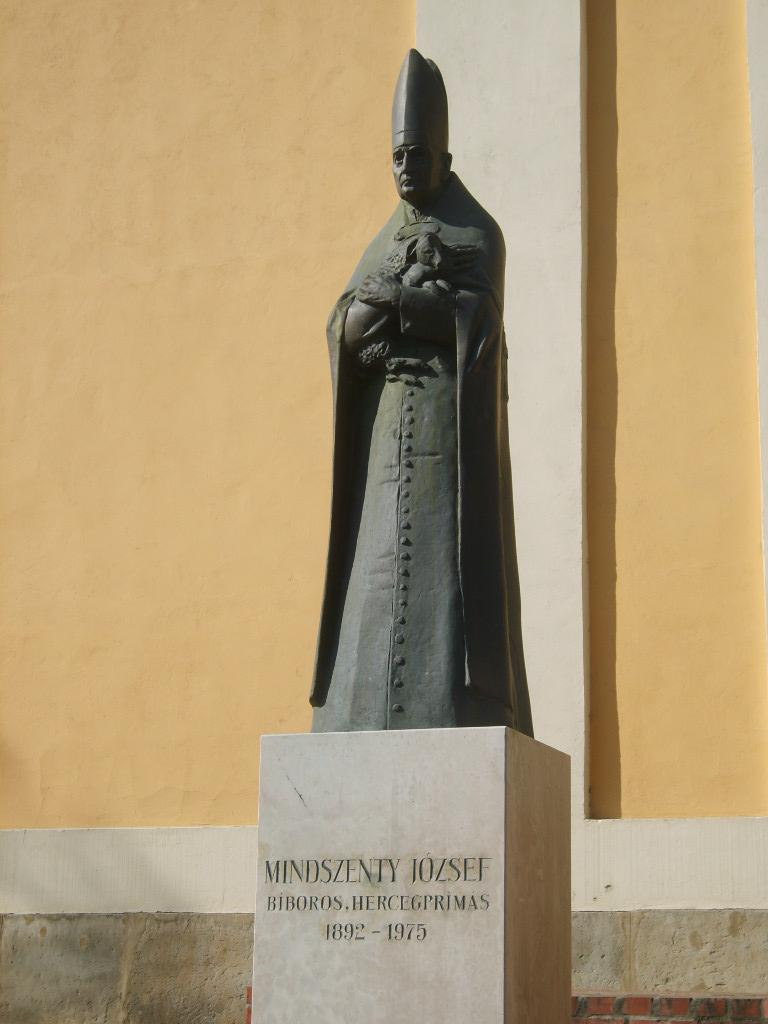
Kardinal-Mindszenty-Statue
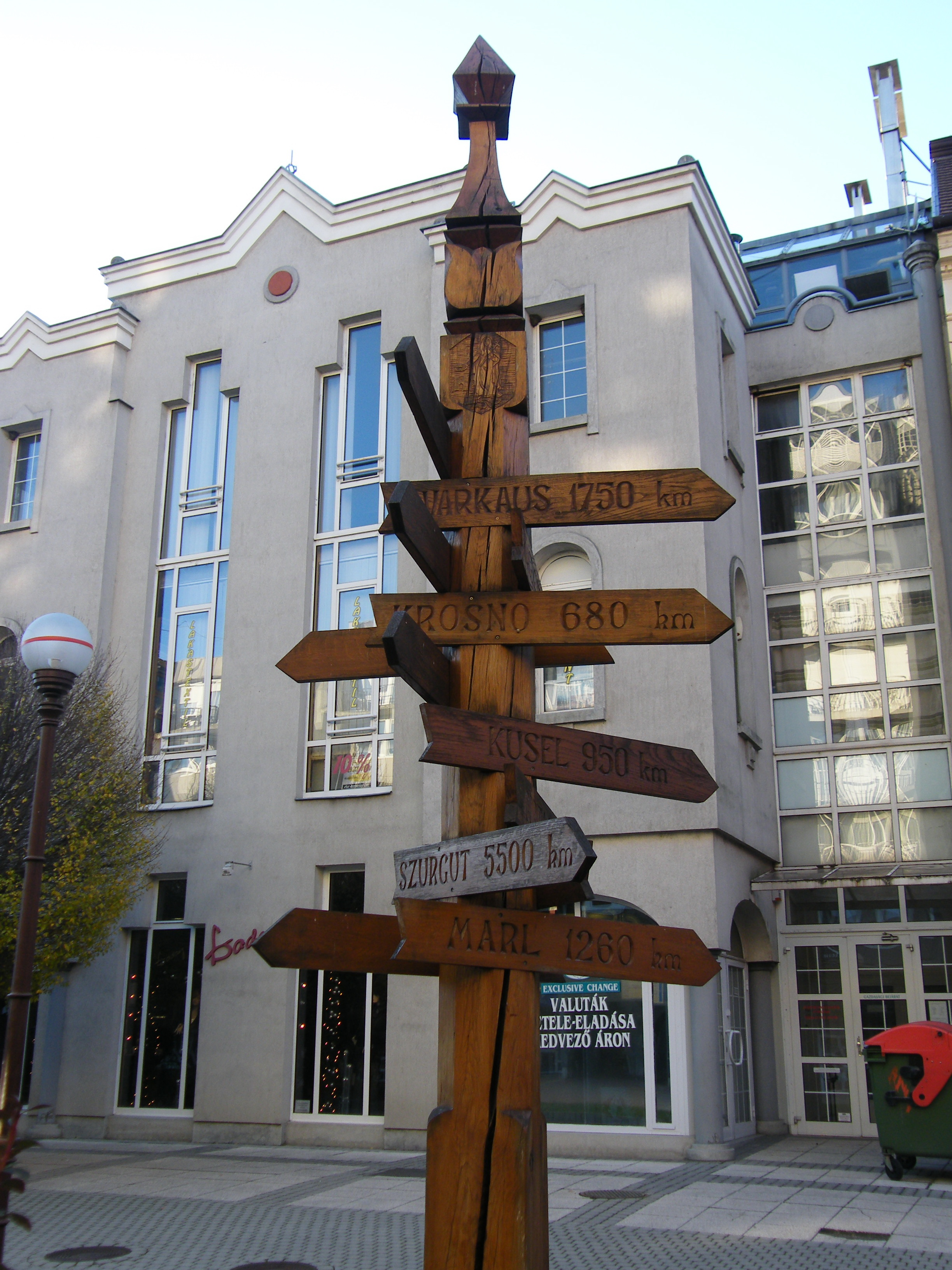
Monument im Zentrum mit den Partnerstädten
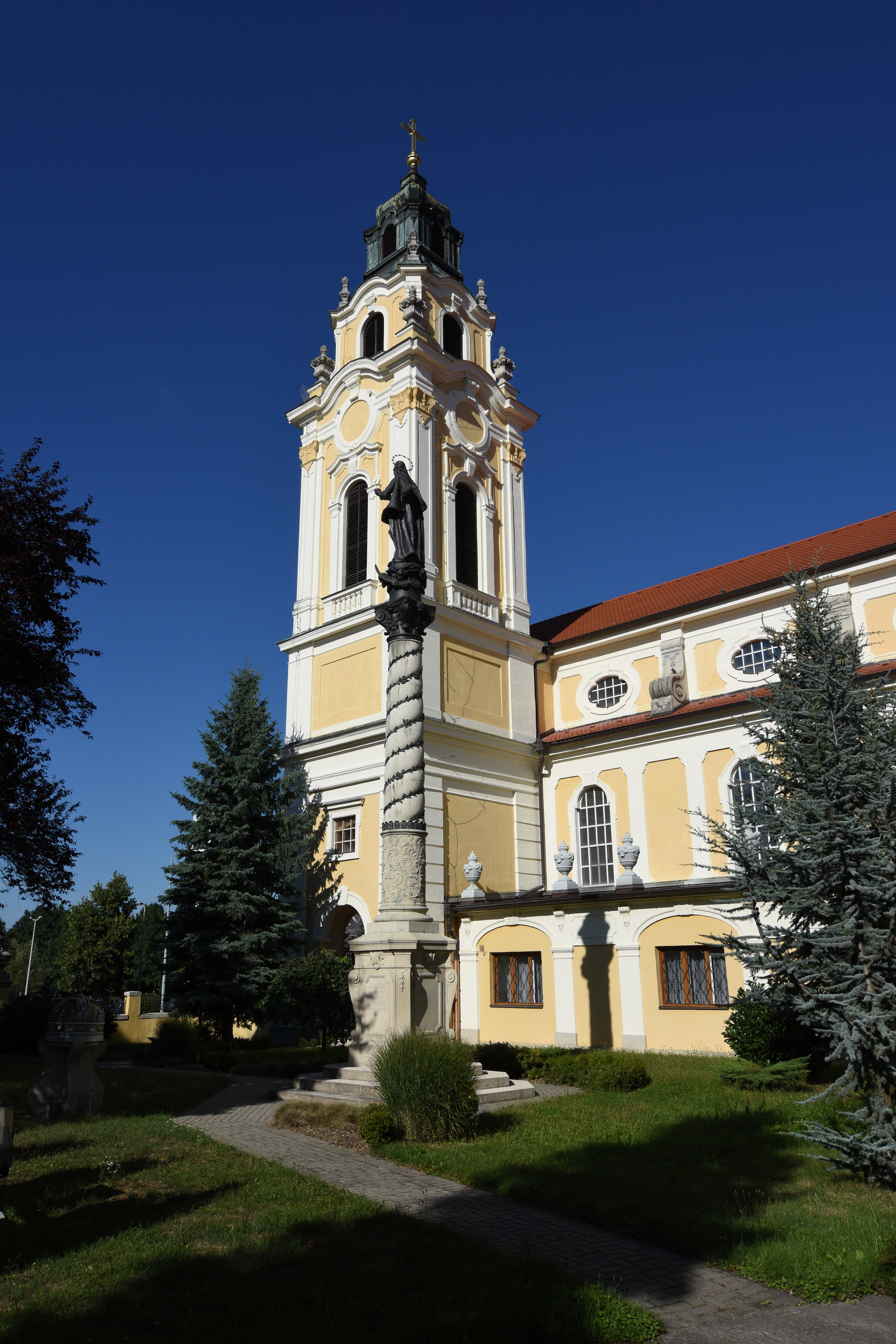
Franziskanerkirche

## Partnerstädte
| - Cherson (Ukraine) - Dobritsch (Bulgarien) - Gorizia (Italien) - Klagenfurt (Österreich) - Krosno (Polen) | - Kusel (Deutschland) - Lendava (Slowenien) - Marl (Deutschland) - Surgut (Russland) | - Târgu Mureș (Rumänien) - Varaždin (Kroatien) - Varkaus (Finnland) - Zenica (Bosnien-Herzegowina) |

## Söhne und Töchter der Stadt
- Anna Csillag (1852–1940), Unternehmerin
- Gyula Wlassics (1852–1937), Politiker und Minister
- Katalin Vidor (1903–1976), KZ-Überlebende, Autorin
- Lajos Portisch (* 1937), Schachgroßmeister
- Annamária Szalai (1961–2013), Politikerin und Journalistin
- László Andor (* 1966), Ökonom und EU-Kommissar
- Tihamér Tóth (* 1971), Jurist
- Miklós Lendvai (1975–2023), Fußballspieler
- András Dömötör (* 1978), Theaterregisseur, Schauspieler und Autor
- Nikoletta Szőke (* 1983), Jazzsängerin
- Virág Németh (* 1985), Tennisspielerin
- Valdó Szűcs (* 1995), Hürdenläufer